# 顾守成
顾守成（1950年—），湖北京山人，汉族，中华人民共和国政治人物、第十一届全国人民代表大会解放军代表。
毕业于国防大学联合作战专业，是中共党员。担任南京军区联勤部部长。2008年起担任全国人大代表。